# Władysław Anders
Władysław Albert Anders, poljski general, politik in vojaški zgodovinar, * 11. avgust 1892, † 12. maj 1970.

## Življenjepis
Anders je sodeloval na strani ruske carske armade med prvo svetovno vojno, kjer je ostal tudi med boji v letih 1919 in 1920 proti boljševiški revolucionarni vojski.
Med sovjetskim napadom na Poljsko septembra 1939 je bil ranjen in ujet. Iz ujetništva so ga izpustili julija 1941 po dogovoru med ZSSR in poljsko vlado v izgnanstvu (na prisilo zahodnih zaveznikov).
Pod pokroviteljstvom 	britanskih oboroženih sil je organiziral 75.000 vojakov v poljsko vojsko v Perziji.
Enote pod njegovim poveljstvom so se najbolj izkazale z zavzetjem Monte Cassina (maj 1944) in Bologne (april 1945).

## Dela
- Armada v izgnanstvu (An Army in exile), 1949